# Leo Pavlát
Leo Pavlát (* 9. října 1950 v Praze) je novinář, spisovatel a diplomat, první ředitel Židovského muzea v Praze od jeho navrácení české a moravské židovské komunitě (1994).

## Život
Leo Pavlát po válce vyrůstal s matkou, která jako jediná z rodiny přežila šoa - věznění v koncentračním táboře Auschwitz-Birkenau i dalších lágrech. Po základní devítileté škole a Střední všeobecně vzdělávací škole (maturoval v roce 1969) vystudoval fakultu žurnalistiky Univerzity Karlovy (promoval v oboru rozhlasové vysílání v roce 1974, PhDr. v oboru historie žurnalistiky získal v roce 1976).
Od konce 70. let se začal angažovat v neoficiálních strukturách kolem Židovské obce v Praze.
Po roční vojenské službě (1974-1975) byl v letech 1975-1990 odborným redaktorem umělecko-naučné redakce nakladatelství Albatros. V letech 1990-1994 působil na československém/českém velvyslanectví v Izraeli v Tel Avivu. Od roku 1994 je ředitelem Židovského muzea v Praze.
Jeho první díla tvořily překlady náboženských úvah a textů židovských autorů a děl s židovskou tematikou pro Věstník Rady židovských náboženských obcí a Ročenku Rady židovských náboženských obcí, později začal psát vlastní knihy. Od konce roku 1994 připravuje rozhlasový pořad pražské židovské obce Šalom alejchem a i jinak spolupracuje s Českým rozhlasem při tvorbě naučných pořadů o židovských tradicích, zvycích a kultuře, dříve psal pravidelně fejetony pro českou redakci BBC (knižní výbor z nich vyšel pod názvem „Od Chanuky do Chanuky“) a Rádio Česko (knižní výbor pod názvem "Co je a není zázrak"). Z francouzštiny přeložil úvahy náboženského myslitele Ješajahu Leibowitze „Úvahy nad Tórou“ (2011).
Na téma antisemitismus a židovské tradice publikuje v novinách (zejména v Lidových novinách a Mladé frontě DNES), vystupuje v rozhlase a televizi a přednáší na různých fórech, výsledky této činnosti lze nalézt i v některých sbornících.
Od roku 1995 pracuje ve volených orgánech Židovské obce v Praze i Federace židovských obcí. Od roku 1997 je poradcem americké Nadace Ronalda S. Laudera v ČR (The Ronald S. Lauder Foundation), která se v České republice finančně i organizačně podílí na obnově židovského školství.
Je podruhé ženatý, má dcery Annu (1982) a Michaelu (1992). Hovoří francouzsky, hebrejsky, anglicky.

## Dílo
Knihy
- Tajemství knihy (1982, rozšířené vydání v roce 1988) - populárně naučná kniha pro mládež o historii písma, knihy, tisku a nakladatelství
- Osm světel (1982, vyšlo v šesti jazycích; česky 1987 jako samizdat, 1992 a 2007 v rozšířené podobě) - převyprávění tradičních židovských příběhů a bajek
- Příběhy z Bible (1991, část Starý zákon, Nový zákon zpracovala Zuzana Holasová) - převyprávění biblických příběhů
- Pomsta čarodějky Simy (1991) - dvě pohádky
- Židé - dějiny a kultura (1997, doplněné vydání v roce 2005, autor kapitol Antisemitismus - nejsetrvalejší zášť v dějinách lidstva a Židovské tradice a zvyky, spolu s Alexandrem Putíkem)
- Židovská tematika v českých školách (1998), studie pro Americký židovský výbor
- Od Chanuky do Chanuky (2005) - výbor z fejetonů pro českou verzi BBC
- Co je a není zázrak (2013), výbor fejetonů pro Rádio Česko